# 呉凌雲
呉 凌雲（ご りょううん、Wu Lingyun、? - 1863年）は、清末の延陵国の反乱の指導者。チワン族。
広西省新寧州出身。富家の出身で生員であったが、逃亡した農民をかくまっていた。1851年、新寧州の知州によって逮捕されたが、金銭を支払うことで釈放された。その後、農民を「全勝堂」という組織に組織化し、勢力を拡大していった。1856年、呉凌雲は蜂起し新寧州を陥落させた。しかし翌年清軍によって奪回され、忠州の隴羅村に逃れた。しかしその後も周辺の州県を次々と支配下におさめ、1860年9月に新寧州を攻略し、10月に太平府を陥落させた。1861年、呉凌雲は太平府で「延陵国」の建国を宣言し、王を称し、梁国楨・黄万年ら数十人に爵位を与え、各地の守備にあたらせた。しかし6月になると清軍が反撃し、養利州・左州・寧明州などが相次いで陥落した。1862年になると清軍は太平府に進撃し、軍師梁国楨・元帥羅品光らが戦死し、太平府は陥落した。呉凌雲は隴羅村に逃れたが、そこも包囲され、1863年に包囲を突破しようとして戦死した。こうして延陵国は滅亡したが、包囲の突破に成功した息子の呉亜終によって戦闘は継続された。